# Dan Wool
Dan Wool (Saint Louis, ...) è un compositore statunitense.
Ha composto musiche per film e serie televisive, tra cui: Sid & Nancy, A Boy Called Hate e Key West. È spesso riconosciuto, per il suo lavoro come compositore principale, nel gruppo Pray for Rain.

## Filmografia parziale

### Cinema
- Sid & Nancy, regia di Alex Cox (1986)
- Diritti all'inferno (Straight to Hell), regia di Alex Cox (1987)
- Zandalee, regia di Sam Pillsbury (1991)
- Per amore e per vendetta (Love, Cheat & Steal), regia di William Curran (1993)
- A Boy Called Hate, regia di Mitch Marcus (1995)
- Per un corpo perfetto (Perfect Body), regia di Douglas Barr (1997)
- Mad God, regia di Phil Tippett (2021)[3]

### Televisione
- Key West - serie TV (1993)
- Una prova difficile (White Mile) - film TV, regia di Robert Butler (1994)
- I racconti della cripta (Tales from the Crypt) - serie TV, 1 episodio (1994)
- La ragazza di tutti (She Fought Alone) - film TV, regia di Christopher Leitch (1995)
- Frammenti di passato (Sweet Dreams) - film TV, regia di Jack Bender (1996)
- Any Mother's Son - film TV, regia di David Burton Morris (1997)